# Lolofaoso (Lotu)
Lolofaoso is een bestuurslaag in het regentschap Nias Utara van de provincie Noord-Sumatra, Indonesië. Lolofaoso telt 1442 inwoners (volkstelling 2010).